# Denture (scie)
Pour les articles homonymes, voir Dents de scie et Denture (homonymie).
La denture d'une scie est ce qui confère à un outil ou à une machine outil son caractère tranchant. La dent en est l'élément de base. Selon le matériau que la scie est destinée à couper (pierre, métal, bois ou autre), selon la façon dont celui-ci est tranché, selon la façon dont la scie est actionnée, la denture adopte une très grande variété de formes, de nombre et de disposition des dents. Le matériau des dents peut lui aussi changer : acier trempé ou non, carbure de tungstène. Certaines lames ne comportent pas de dents, c'est un abrasif qui, en usant le matériau, effectue le trait de scie.

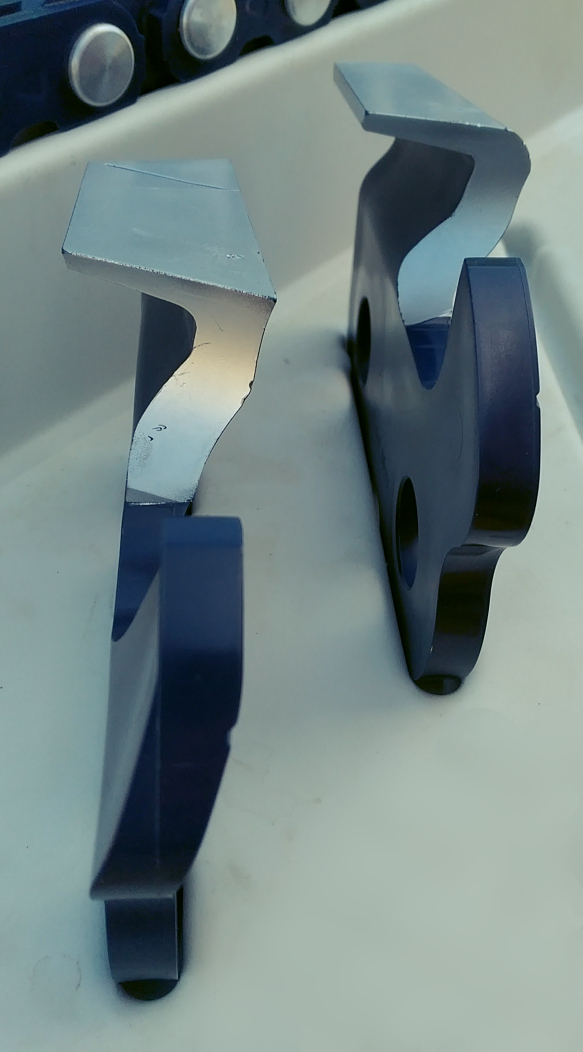
Dents de tronçonneuse.

## Description
Une dent de scie est l'élément tranchant dont la répétition tout au long d'un bord d'une lame de scie confère à celle-ci sa capacité de coupe, un côté de la dent ayant été affûté ou les deux si la scie agit vers l'avant et vers l'arrière. Cet élément a généralement une forme plus ou moins triangulaire, ce qui explique son nom en français. Cette disposition caractéristique a donné l'expression en dents de scie qui désigne une succession d'éléments d'allure triangulaire, généralement avec certaines variations de taille et d'angle du sommet du triangle, par exemple dans un graphique.
Sur une scie classique, des dents de deux types alternent par une légère inclinaison de la dent d'un côté pour former une « voie » plus large que l'épaisseur de la lame de scie elle-même, ceci diminuant fortement le frottement de la partie de la lame au-dessus des dents, facilitant la rupture du matériau et accessoirement l'évacuation des particules arrachées[source insuffisante]. Si l'inclinaison des dents diminue à l'usage, la scie doit subir un avoyage pour retrouver sa « voie » optimale. Les dents sont périodiquement l'objet d'un affûtage pour que la scie conserve son efficacité.
La densité des dents, inversement proportionnelle à leur taille, est un facteur important de la capacité de la scie pour un matériau et un procédé de sciage donnés : de nombreuses petites dents diminuent la pression que chacune applique sur l'objet scié, alors que, dans le cas opposé, grandes et donc moins nombreuses, les dents peuvent au contraire subir des contraintes réduisant leur performance, voire des ébrèchements ou cassures complètes.

## Denture de scies manuelles

### Scies à bois

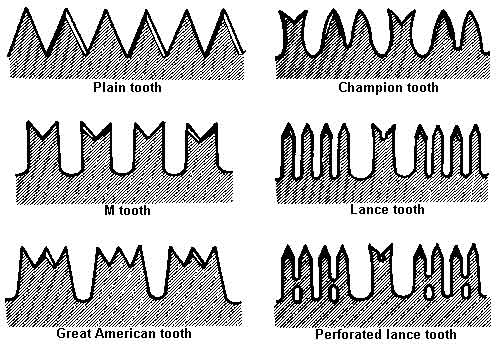
Différentes dentures de scie à bois manuelles

- droite ou plate
- américaine
- égoïne
- inversée
- aileron de requin
- raboteuse.

### Scies à métaux
Les scies à métaux manuelles ont des lames avec des dents rapprochées.

## Dentures de machines outils
Les lames de scies mécaniques sont de trois types selon leur mouvement.
Droiteavec un mouvement de va-et-vient pour les scies sauteuses ou scies sabres. Les dents sont placées sur un champ de la lame. En général, la dent est profilée pour couper en revenant.
Circulairepour les scies circulaires, plongeantes, à onglet, radiales, à panneau, à format. Les dents sont taillées à la périphérie du disque métallique, elles sont souvent pourvues d'une pastille en carbure de tungstène. Selon la forme de la pastille, on parle de denture gouge, de biseaux alternés. Le nombre de dents est variable, faible pour les travaux grossiers et le délignage, élevé pour les travaux fins, les matériaux composites, le mélaminé.
Rubanpour les scies à ruban. Les dents sont disposées le long d'un champ du ruban. Leur nombre varie selon la vitesse d'avancement de la lame (en m/s), le matériau… Elles sont souvent taillées à même le métal de la lame, parfois trempées séparément de celle-ci. Pour les lames de scierie, des pastilles en carbure sont souvent présentes.

Différents types de denture
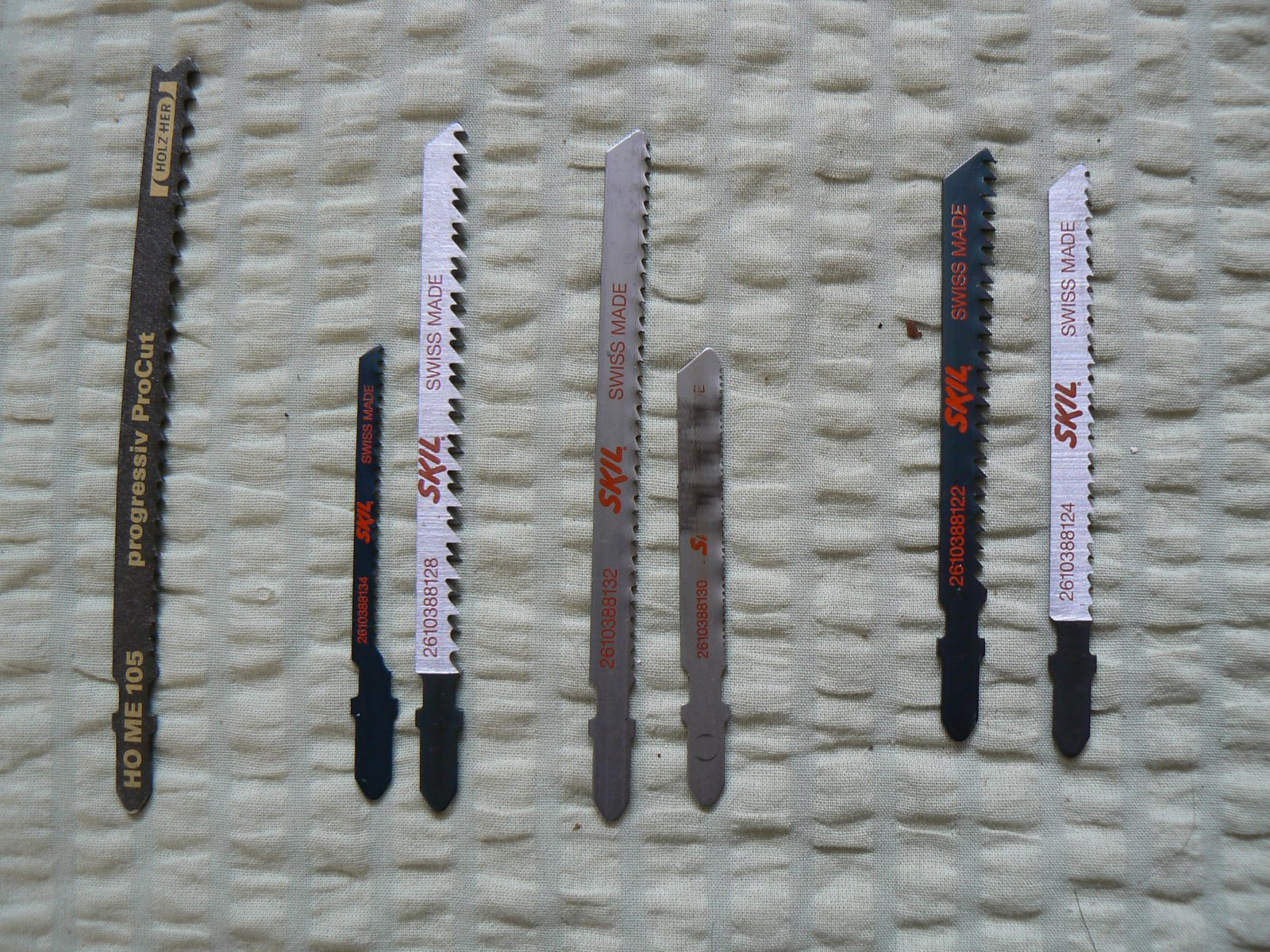
jeu de lames de scie sauteuse.
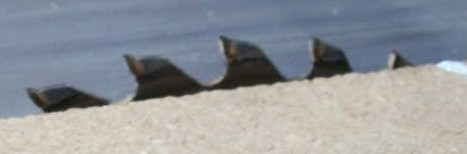
Dents de lame de scie circulaire.
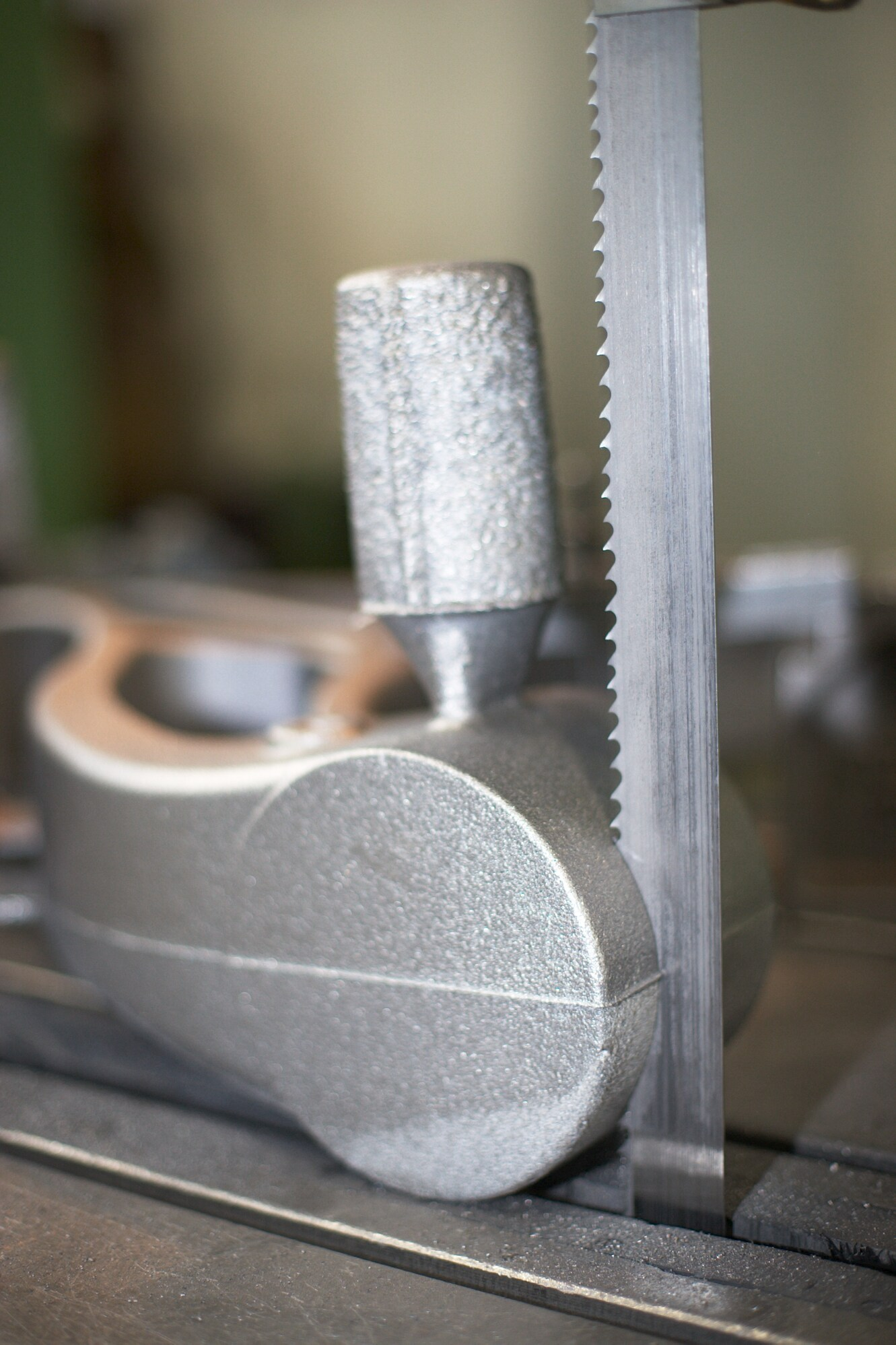
Dents fines d'un ruban à métaux.

## Entretien de la denture
L'entretien des lames de scies à bois manuelles comporte deux opérations : l'affûtage et l'avoyage.
Classiquement, les dents de la scie s'aiguisent avec une lime de forme triangulaire dite tiers-point, dont la taille est adaptée à la taille des dents.
On rafraîchit le fil de deux dents voisines (sur un seul côté de chaque dent) par passage de la lime, en ayant soin de ne pas créer d'irrégularités au long de la lame. Cette opération nécessite un support permettant un serrage et un blocage correct de la lame, qu'elle soit droite ou circulaire.
L'avoyage, quand il est nécessaire, précède généralement cette phase de l'aiguisage.
La difficulté avec un affûtage manuel est de conserver les angles initiaux, de façon à ne pas dégrader les fonctionnalités de la scie, ce qui est difficile avec les dentures modernes des scies égoïnes, aiguisées avec un angle en biseau alterné sur les deux côtés de la dent, contrairement aux scies anciennes pour lesquelles l’affûtage est perpendiculaire aux dents.
Les dentures trempées, dont la durée de coupe est supérieure ne permettent pas un ré-affûtage avec les moyens classiques.
L’affûtage industriel fait appel à des machines spécialisées, qui utilisent des meules et un dispositif automatique d'avancement de la lame pour passer d'une dent à l'autre.

Différents types d'affutage/Avoyage
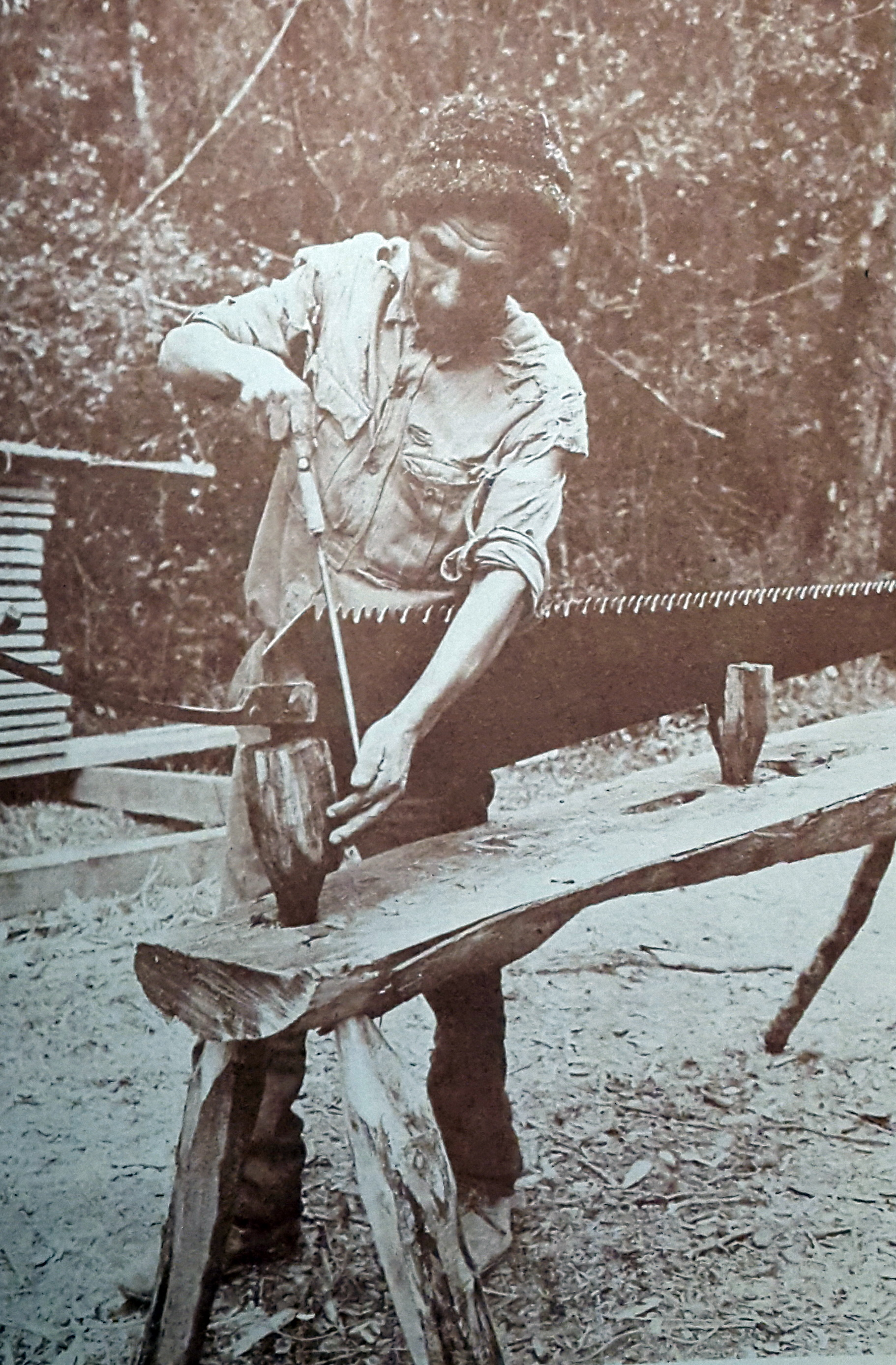
aiguisage d'une scie de long en 1913.
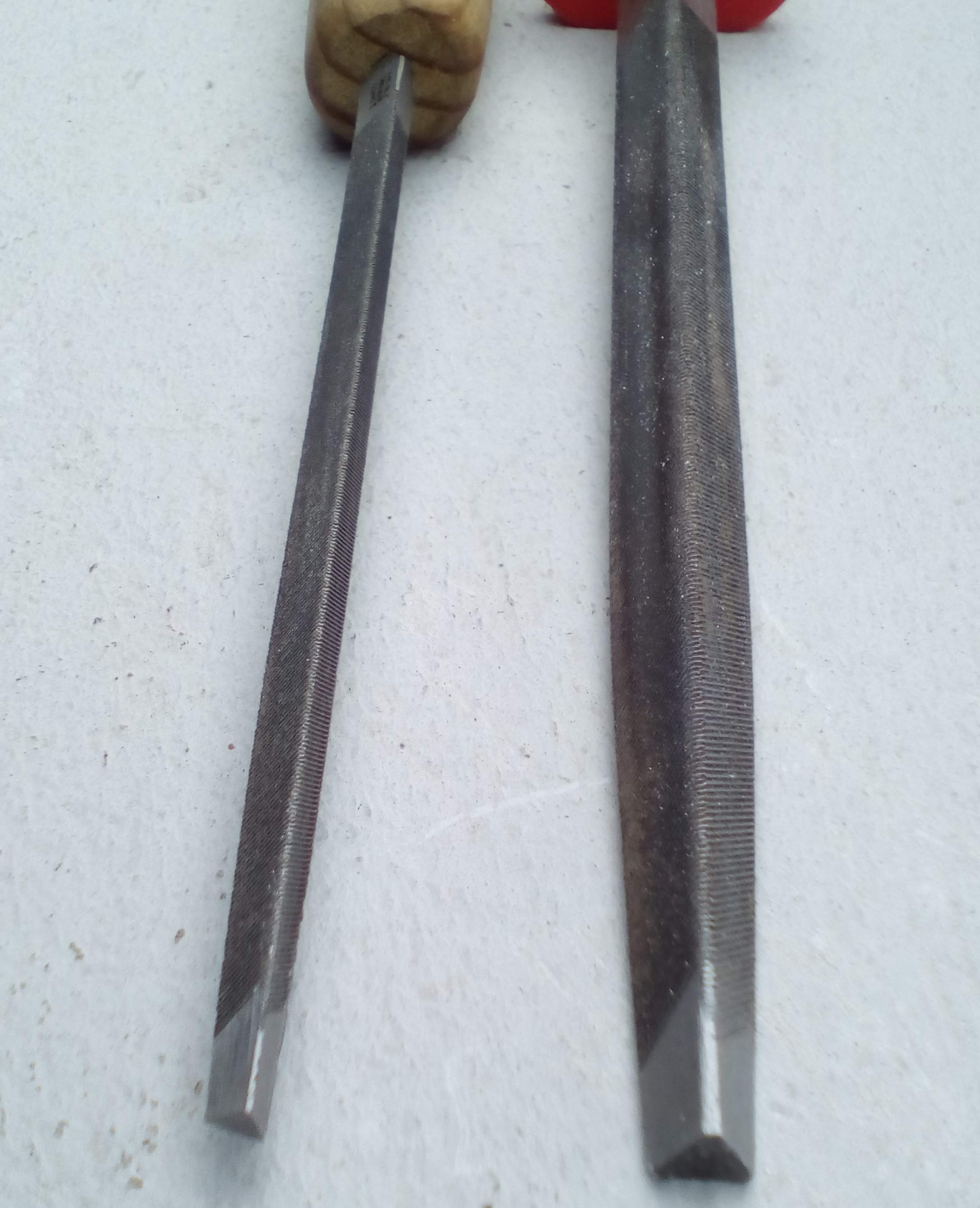
Deux lime tiers-points pour l'affûtage de scies[note 1].